# Little Tew
 (septembre 2023).
Little Tew est une paroisse civile et un village de l'Oxfordshire, en Angleterre.